# Алтайская кухня
Алтайская кухня  — национальная кухня южных (алтай-кижи, теленгиты, телеуты) и северных (челканцы, тубалары, кумандинцы) алтайцев.
Как и в других тюркских культурах, основа алтайской кухни состоит из мясных и молочных блюд, но так же используются крупы и мучные изделия. Для мясных блюд используется баранина, козлятина, говядина, также готовят и мясо дикого оленя марала, которых разводят как домашних животных. Популярным блюдом является бешбармак.
Овощей и специй в традиционной алтайской кухне нет, вместо них используются дикие травы: хвощ, чабрец, шалфей, дикий лук, марьин корень.
Алтайская кухня довольно проста, но очень сытна ,что обусловлено историческим удобством при кочевом образе жизни, где даже простой чай был очень сытным и питательным.

## Блюда[2]
- Кочо — суп с ячменной мукой на насыщенном бульоне мюн
- Тиштеген эт — шашлык
- Кан — кровяная колбаса из крови, молока, жира, дикого лука или чеснока
- Казы — конская колбаса
- Дьёргём — блюдо из бараньих желудков, кишок и сала
- Аарчи — масса из сквашенного молока (чегень)
- Курут — алтайский сыр
- Быштаг — продукт наподобие творога из чегеня
- Боорсоки — шарики обжаренного теста
- Теертнек — лепёшка выпеченная в золе
- Ток-чок — сладость из кедровых орехов и мёда